# Girolamo da Treviso

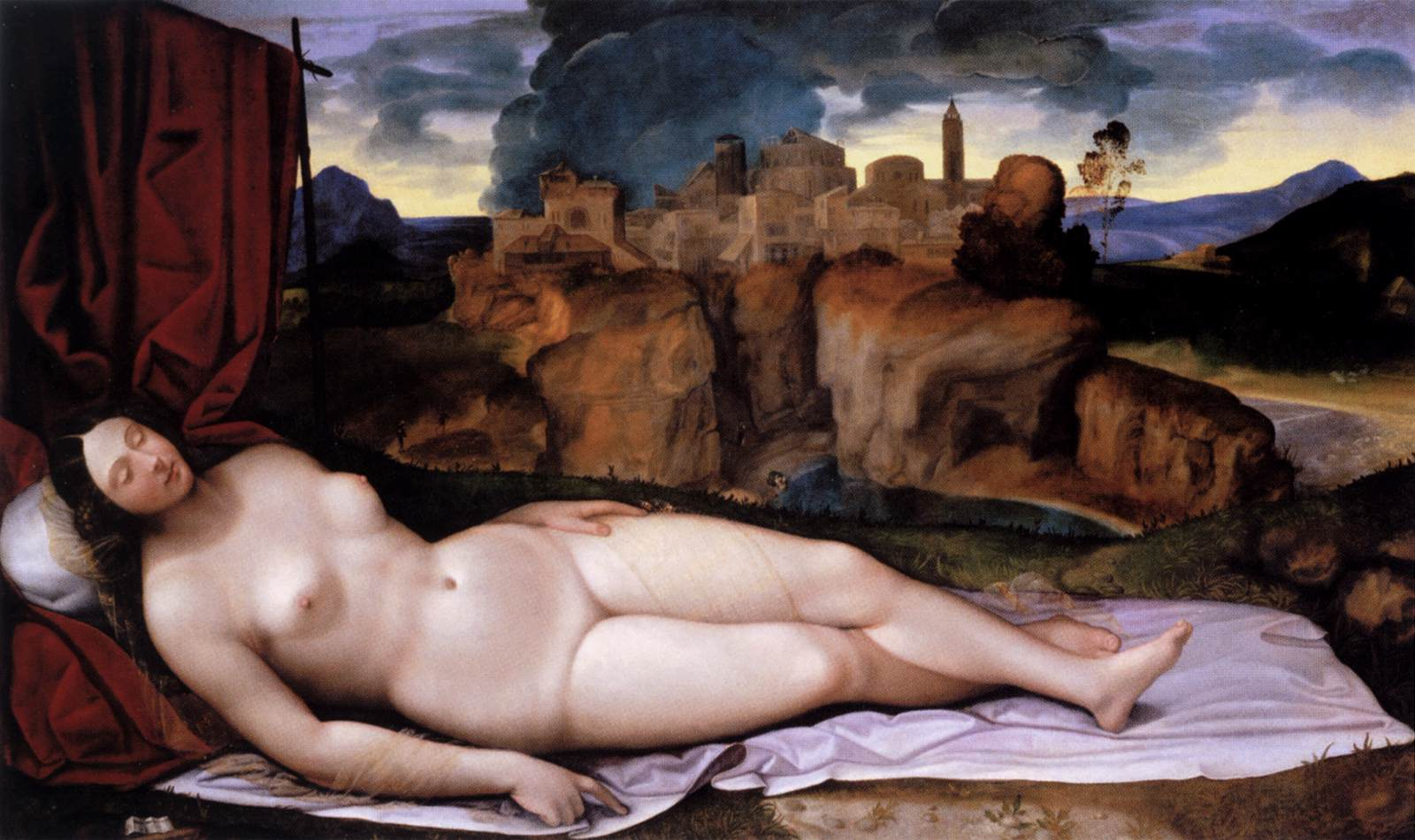
Girolamo da Treviso, Śpiąca Wenus

Girolamo da Treviso (ur. 1498 w Treviso, zm. 10 września 1544 w Boulogne-sur-Mer) – włoski malarz. Był aktywny na dworze króla angielskiego Henryka VIII. Służył monarsze nie tylko jako artysta, ale także jako inżynier wojskowy, co zresztą stało się przyczyną jego śmierci. Zginął od kuli armatniej 10 września 1544 podczas oblężenia Boulogne-sur-Mer. 
Pod względem stylistycznym mieści się w szkole Giorgiona. Jest autorem między innymi obrazu Śpiąca Wenus. Namalował też kompozycję Izaak błogosławiący Jakuba.